# Francesca Palumbo
Francesca Palumbo (ur. 10 lutego 1994 w Potenzy) – włoska florecistka, trzykrotna medalistka mistrzostw świata.
W 2013 roku zdobyła złoty medal drużynowo i brązowy indywidualnie na mistrzostwach świata juniorów w Poreču. Na rozgrywanych rok później mistrzostwach świata juniorów w Płowdiwie była trzecia drużynowo.
Podczas mistrzostw świata w Budapeszcie w 2019 roku Włoszki w składzie: Elisa Di Francisca, Arianna Errigo, Francesca Palumbo i Alice Volpi zdobyły drużynowo złoty medal. W tej samej konkurencji zdobyła następnie złote medale na mistrzostwach świata w Kairze (2022) i mistrzostwach świata w Mediolanie (2023). 
Na mistrzostwach Europy w Düsseldorfie w 2019 roku była trzecia drużynowo. Na mistrzostwach Europy w Antalyi w 2022 roku zwyciężyła w turnieju drużynowym. Zdobyła także brąz indywidualnie na mistrzostwach Europy w Płowdiwie w 2023 roku. 
Ponadto zdobyła złoty medal w zawodach drużynowych na igrzyskach europejskich w Krakowie w 2023 roku.